# Điện thoại vệ tinh

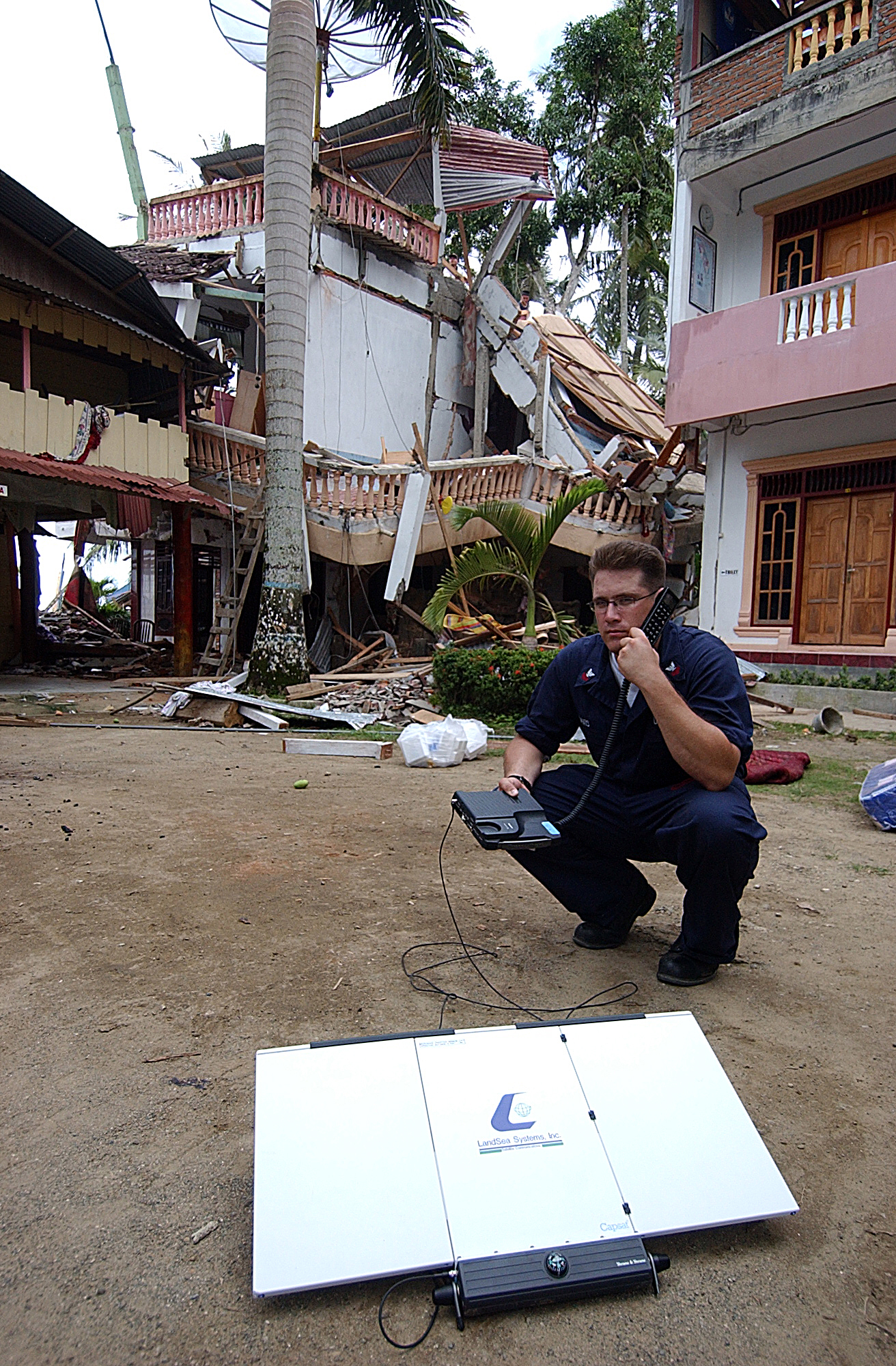
Điện thoại vệ tinh Inmarsat.

Điện thoại vệ tinh là một loại điện thoại di động kết nối đến các vệ tinh trên quỹ đạo thay vì các trạm mặt đất. Tùy thuộc vào cấu trúc của hệ thống, khu vực phủ sóng có thể bao gồm toàn bộ Trái đất hoặc chỉ những vùng nào đó.
Điện thoại vệ tinh rất phong phú. Những điện thoại vệ tinh đầu tiên có kích thước và khối lượng như điện thoại di động cuối thập niên 1980 và đầu thập niên 1990 nhưng thường có anten xếp lại được. Gần đây, điện thoại vệ tinh cũng có kích thước tương tự như điện thoại di động thông thường. Điện thoại vệ tinh thường được dùng phổ biến trong các cuộc thám hiểm đến những vùng xa xôi nơi không có phủ sóng điện thoại di động.
Những loại cố định, chẳng hạn như loại dùng trên boong tàu, có thể bao gồm phần điện tử có thể gắn trên một giá đỡ và một anten vi ba xoay được để có thể tự động dò vệ tinh. Điện thoại vệ tinh nổi tiếng là thu sóng yêu trong nhà mặc dù có thể thu sóng ở một mức nào đó gần cửa sổ hoặc trên tầng cao nhất của tòa nhà nếu mái tòa nhà mỏng. Nó có đầu kết nối với anten ngoài, anten này thường được lắp đặt trên tàu xe hoặc tòa nhà. Nhiều hệ thống cho phép dùng bộ lặp cũng như trong hệ thống điện thoại di động.
Ở một số nước, như Miến Điện, sở hữu điện thoại vệ tinh là bất hợp pháp. Tín hiệu kết nối sẽ không đi qua hệ thống viễn thông địa phương, che giấu kiểm duyệt và nghe lén. Ở Úc, dân cư ở vùng xa xôi có thể xin được sử dụng điện thoại vệ tinh.

## Giá cả
Người ta có thể mua điện thoại cũ dùng cho mạng Thuraya, Iridium và Globalstar với giá khoảng 200 đô la Mỹ, điện thoại mới thì khá đắt. Iridium 9505A xuất xưởng năm 2001 mới là 1000 đô la Mỹ. Vì điện thoại vệ tinh thường sản xuất cho một mạng nào đó và không thể chuyển mạng, giá của điện thoại phụ thuộc vào chất lượng của mạng. Nếu nhà cung cấp điện thoại có vấn đề với mạng của nó, giá điện thoại sẽ giảm và tăng khi có vệ tinh mới phóng. Tương tự, giá tăng khi tỉ lệ cuộc gọi giảm.

## Giá cước
Cước gọi từ điện thoại vệ tinh thay đổi từ 0,15 đến 2 đô la Mỹ/phút trong khi cước gọi từ điện thoại cố định và di động thông thường đến điện thoại vệ tinh thì đắt hơn. Gọi giữa các mạng điện thoại vệ tinh thường đắt với giá cước lên đến 15 đô la Mỹ/phút.

## Dùng trong thiên tai, thảm họa
Hầu hết mạng điện thoại di động thông thường hoạt động gần mức khả năng lúc bình thường và mạng quá tải khi có sự kiện khẩn cấp lan rộng trong khi đó thông tin liên lạc là cần thiết. Điều này đã xảy ra vào sự kiện 11 tháng 9, động đất vịnh Kiholo năm 2006, bão Katrina, sự cố sập cầu Minnesota 2007, động đất Chile năm 2010, và động đất Haiti năm 2010. Các nhà báo và phóng viên đã được biết là đã dùng điện thoại vệ tinh để liên lạc và báo cáo trong vùng đất chiến tranh như Iraq.
Mặc khác, anten và mạng điện thoại di động có thể bị tàn phá. Điện thoại vệ tinh có thể tránh được vấn đề này và trở nên thiết yếu trong thảm họa. Chúng có thể kháng cự với sự ùn tắc trong mạng internet khi vệ tinh bao phủ một diện tích tương đối lớn.